# Pier-Nicol Feldis
Pier-Nicol Feldis est un joueur de rugby à XV français, né le 1er janvier 1986 à La Seyne-sur-Mer (Var), qui évolue au poste de talonneur (1,83 m pour 105 kg).

## Carrière
- 1991-2001 : US La Seyne
- 2001-2008 : RC Toulon
- 2008-2010 : Rugby Nice Côte d'Azur
- 2010-2011 : Rugby olympique de Grasse
- 2011-2012 : Rugby Nice Côte d'Azur
- 2012-2015 : US La Seyne

## Palmarès
- Équipe de France -18 ans : champion d'Europe[réf. nécessaire]
- Équipe de France universitaire[réf. nécessaire]